# Rajon Wassyliwka
Der Rajon Wassyliwka (ukrainisch Василівський район/Wassyliwskyj rajon; russisch Васильевский район/Wassiljewski rajon) ist eine Verwaltungseinheit in der Oblast Saporischschja im Südosten der Ukraine, der Verwaltungssitz ist die Stadt Wassyliwka.

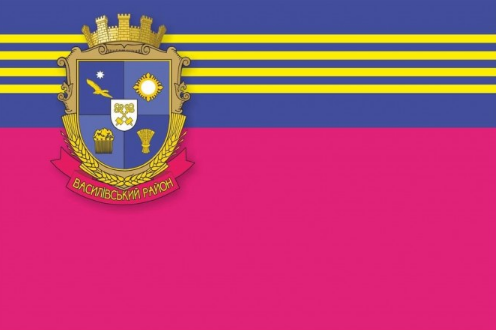
Flagge der Region

## Geschichte
Der Rajon wurde am 7. März 1923 gegründet, seit 1991 ist er Teil der heutigen Ukraine.
Am 17. Juli 2020 kam es im Zuge einer großen Rajonsreform zur Auflösung des alten Rajons und einer Neugründung unter Vergrößerung des Rajonsgebietes um die Rajone Kamjanka-Dniprowska, Mychajliwka und Welyka Biloserka, kleinen Teilen im Westen des Rajons Tokmak sowie der bis dahin unter Oblastverwaltung stehenden Stadt Enerhodar.

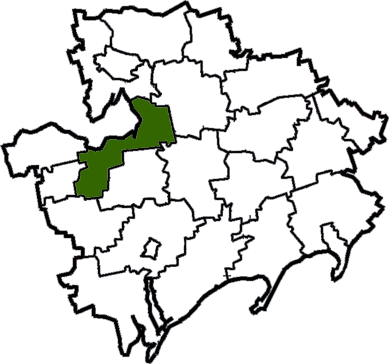
Rajon Wassyliwka bis Juli 2020
Rajonsgebiet ab Juli 2020

## Geographie
Der Rajon liegt im Westen der Oblast Saporischschja und grenzt im Norden an den Kachowkaer Stausee, im Nordosten an den Rajon Saporischschja, im Osten an den Rajon Polohy, im Süden an den Rajon Melitopol, im Westen an den Rajon Kachowka (in der Oblast Cherson gelegen) sowie im Nordwesten an den Rajon Nikopol (in der Oblast Dnipropetrowsk gelegen).
Bis Juli 2020 grenzte er im Norden an den Rajon Saporischschja, im Osten an den Rajon Orichiw und den Rajon Tokmak, im Süden an den Rajon Mychajliwka und im Westen an den Rajon Welyka Biloserka und den Rajon Kamjanka-Dniprowska.
Der Rajon liegt am zum Kachowkaer Stausee angestauten Dnepr. Durch den Rajon fließt die Biloserka (Білозерка), ein 84,8 km langer, linker Nebenfluss des Dnepr.

## Administrative Gliederung
Auf kommunaler Ebene ist der Rajon in 11 Hromadas (4 Stadtgemeinden, 2 Siedlungsgemeinden und 5 Landgemeinden) unterteilt, denen jeweils einzelne Ortschaften untergeordnet sind.
Zum Verwaltungsgebiet gehören:
- 4 Städte
- 3 Siedlungen städtischen Typs
- 98 Dörfer
- 1 Ansiedlung

Die Hromadas sind im Einzelnen:
- Stadtgemeinde Wassyliwka
- Stadtgemeinde Enerhodar
- Stadtgemeinde Dniprorudne
- Stadtgemeinde Kamjanka-Dniprowska
- Siedlungsgemeinde Mychajliwka
- Siedlungsgemeinde Stepnohirsk
- Landgemeinde Blahowischtschenka
- Landgemeinde Mala Biloserka
- Landgemeinde Rosdol
- Landgemeinde Welyka Biloserka
- Landgemeinde Wodjane

Bis Juli 2020 war er auf kommunaler Ebene in zwei Städte, eine Siedlungsratsgemeinde und 11 Landratsgemeinden unterteilt, denen jeweils einzelne Ortschaften untergeordnet waren.
Zum Verwaltungsgebiet gehörten:
- 2 Städte
- 1 Siedlungen städtischen Typs
- 35 Dörfer

### Städte
| Städte                   | Städte      | Städte                       |
| Name                     | Name        | Name                         |
| ukrainisch transkribiert | ukrainisch  | russisch                     |
| ------------------------ | ----------- | ---------------------------- |
| Wassyliwka               | Василівка   | Васильевка (Wassiljewka)     |
| Dniprorudne              | Дніпрорудне | Днепрорудное (Dneprorudnoje) |

### Siedlung städtischen Typs
| Siedlungen städtischen Typs | Siedlungen städtischen Typs | Siedlungen städtischen Typs |
| Name                        | Name                        | Name                        |
| ukrainisch transkribiert    | ukrainisch                  | russisch                    |
| --------------------------- | --------------------------- | --------------------------- |
| Stepnohirsk                 | Степногірськ                | Степногорск (Stepnogorsk)   |

### Dörfer
| Dörfer                                | Dörfer                     | Dörfer                                                    | Dörfer            |
| Name                                  | Name                       | Name                                                      | Gemeindezuordnung |
| ukrainisch transkribiert              | ukrainisch                 | russisch                                                  | Gemeindezuordnung |
| ------------------------------------- | -------------------------- | --------------------------------------------------------- | ----------------- |
| Balky                                 | Балки                      | Балки (Balki)                                             | Balky             |
| Dolynka (bis 2016 Tscherwonoarmijske) | Долинка (Червоноармійське) | Долинка (Dolinka)/Червоноармейское (Tscherwonoarmeiskoje) | Schyroke          |
| Hladke                                | Гладке                     | Гладкое (Gladkoje)                                        | Pidhirne          |
| Hrosowe                               | Грозове                    | Грозовое (Grosowoje)                                      | Schyroke          |
| Jasna Poljana                         | Ясна Поляна                | Ясная Поляна (Jasnaja Poljana)                            | Orljanske         |
| Kamjanske                             | Кам'янське                 | Каменское (Kamenskoje)                                    | Kamjanske         |
| Konowalowa                            | Коновалова                 | Коновалова                                                | Schyroke          |
| Lisne                                 | Лісне                      | Лесное (Lesnoje)                                          | Luhowe            |
| Lobkowe                               | Лобкове                    | Лобковое (Lobkowoje)                                      | Pjatychatky       |
| Luhowe                                | Лугове                     | Луговое (Lugowoje)                                        | Luhowe            |
| Lukjaniwske                           | Лук'янівське               | Лукьяновское (Lukjanowskoje)                              | Stepnohirsk       |
| Majatschka                            | Маячка                     | Маячка                                                    | Skelky            |
| Mala Biloserka                        | Мала Білозерка             | Малая Белозёрка (Malaja Belosjorka)                       | Mala Biloserka    |
| Mali Schtscherbaky                    | Малі Щербаки               | Малые Щербаки (Malyje Schtscherbaki)                      | Pjatychatky       |
| Nowobiloserka                         | Новобілозерка              | Новобелозёрка (Nowobelosjorka)                            | Mala Biloserka    |
| Orljanske                             | Орлянське                  | Орлянское (Orljanskoje)                                   | Orljanske         |
| Pawliwka                              | Павлівка                   | Павловка (Pawlowka)                                       | Pjatychatky       |
| Peremoschne                           | Грозове                    | Переможное (Peremoschnoje)                                | Schyroke          |
| Perschotrawnewe                       | Першотравневе              | Першотравневое (Perschotrawnewoje)                        | Skelky            |
| Pidhirne                              | Підгірне                   | Подгорное (Podgornoje)                                    | Pidhirne          |
| Pjatychatky                           | П'ятихатки                 | Пятихатки (Pjatichatki)                                   | Pjatychatky       |
| Prymorske                             | Приморське                 | Приморское (Primorskoje)                                  | Prymorske         |
| Plawni                                | Плавні                     | Плавни                                                    | Kamjanske         |
| Scherebjanky                          | Жереб'янки                 | Жеребянки (Scherebjanki)                                  | Pjatychatky       |
| Schewtschenka                         | Шевченка                   | Шевченко (Schewtschenko)                                  | Skelky            |
| Schyroke                              | Широке                     | Широкое (Schirokoje)                                      | Schyroke          |
| Selenyj Hai                           | Зелений Гай                | Зелёный Гай (Seljony Gai)                                 | Pidhirne          |
| Skelky                                | Скельки                    | Скельки (Skelki)                                          | Skelky            |
| Slatopil                              | Златопіль                  | Златополь (Slatopol)                                      | Skelky            |
| Stepowe                               | Степове                    | Степовое (Stepowoje)                                      | Stepnohirsk       |
| Ternuwate                             | Тернувате                  | Терноватое (Ternowatoje)                                  | Schyroke          |
| Topolyne                              | Тополине                   | Тополиное (Topolinoje)                                    | Orljanske         |
| Uljaniwka                             | Улянівка                   | Ульяновка (Uljanowka)                                     | Orljanske         |
| Werchnja Krynyzja                     | Верхня Криниця             | Верхняя Криница (Werchnjaja Kriniza)                      | Werchnja Krynyzja |
| Widnoschyne                           | Відножине                  | Видножино (Widnoschino)                                   | Orljanske         |